# Chahaignes
Chahaignes is een gemeente in het Franse departement Sarthe (regio Pays de la Loire) en telt 796 inwoners (2005). De plaats maakt deel uit van het arrondissement La Flèche.

## Geografie
De oppervlakte van Chahaignes bedraagt 23,1 km², de bevolkingsdichtheid is 34,5 inwoners per km².
De onderstaande kaart toont de ligging van Chahaignes met de belangrijkste infrastructuur en aangrenzende gemeenten.

## Demografie
Onderstaande figuur toont het verloop van het inwonertal (bron: INSEE-tellingen).